# Josep Salvany i Lleopart
Josep Salvany i Lleopart   (Cervera, 1778 - Cochabamba, 21 de juliol de 1810) fou metge militar i cirurgià català. El seu nom ha quedat vinculat a la Reial Expedició Filantròpica de la Vacuna, expedició que es va dur a terme sota el reialme de Carles IV d'Espanya per a portar la vacuna de la verola a les colònies Espanyoles d'ultramar.

## Biografia
Va néixer a Cervera entre 1777 i 1778. Estudià Gramàtica, Llatí, Retòrica, Poesia i Filosofia a Barcelona.
El 15 d'octubre de 1791 ingressa al Reial Col·legi de Cirurgia de San Carlos de Barcelona. Per les seves aptituds fou ajudant dels Doctors Boven i Capdevilla, eminents cirurgians.
Llicenciat en cirurgia, Salvany ingressà a l'exèrcit. Va servir al Tercer Batalló del Regiment d'Irlanda i més tard al 5è. Batalló d'Infanteria de Navarra. Salvany fou reemplaçat en aquestes destinacions militars per la seva poca salut.
Donat que la vida militar no sembla una bona elecció per la seva complexió malaltissa, troba manera de sortir de l'exèrcit prenent part en la Reial Expedició Filantròpica de la Vacuna.
És el mateix Francisco Javier Balmis i Berenguer qui li demana de participar-hi. La Reial Expedició va sortir del port de la Corunya el 30 de novembre de 1803 en la fragata Maria Pita. La missió consistí a fer arribar la vacuna a totes les colònies ultramarines, ensenyar als americans a preparar-la i a conservar-la i organitzar juntes de vacunació.
La vacuna només es conservava in vitro 12 dies per això que es va decidir traslladar-la amb la tècnica braç a braç, aquesta tècnica consistia a inocular(amb una petita ferida el braç) el virus lleu de les vaques a un nen d'entre 4 i 14 anys, en desenvolupar petits símptomes de la malaltia l'infant quedava immunitzat i protegit del virus més agressiu de la verola dels humans. El líquid de la ferida serviria per a inocular un altre nen i així el virus atenuat passaria de l'un a l'altre i es conservaria actiu.
Per a la missió es van aconseguir 22 nens d'un Orfenat de Santiago de Compostela. Aquest nens seran els que, en una autèntica cadena humana, proporcionaran el fluid (líquid de les vesícules) que servirà per a vacunar a milers de persones a l'altre costat de l'Atlàntic. La ruta planejada fou Sud-amèrica, l'Havana, Mèxic i Filipines.
La tasca encomanada va resultar excessiva, i Balmis va decidir partir l'expedició en dos. Salvany baixa cap a Sud-amèrica tot seguint el riu Magdalena. Amb l'ajut del cirurgià Manuel Julian Grajales, el practicant Rafael Perez Lozano, l'infermer Basilio Bolaños i quatre nens portadors, va vacunar nombroses persones a Quito i a La Paz. Enfilant-se per la serralada dels Andes, Salvany va perdre l'ull esquerre i es dislocà el canell, que li quedà pràcticament sense força per a seguir vacunant.
En les cartes que envià, Salvany es queixa de febres terciàries, «garrotillo», i dolor al pit.
Des de Puno l'octubre de 1808 sol·licità el càrrec de regidor. Des de la Paz també demana el càrrec d'intendent d'aquesta ciutat. En no rebre resposta, no pogué exercir cap d'aquest càrrecs. Salvany continuà vacunant infatigablement, salvant milers de persones de la verola. Morí a Cochabamba el 21 de juny de 1810 sense haver tornat a Catalunya.
A Barcelona l'edifici de Salut Publica del carrer Roc Boronat, 81 porta el seu nom (s'hi va col·locar una placa el 30 de setembre de 2011. L'OMS va considerar mundialment erradicada la verola l'any 1990: Balmis i Salvany van ser qui van posar la primera pedra d'aquesta fita històrica per a la Humanitat.